# 夜班經理
《夜班經理》（英語：The Night Manager）是一部美國、英國共同製作的迷你電視劇。改编自1993年約翰·勒卡雷的同名間諜小說《夜班經理》，並由蘇珊娜·比爾改編而成。2016年2月21日於BBC One首播，而AMC則於2016年4月19日首播。

## 概览
退役后的英国士兵乔纳森·派恩被情报人员安吉拉·伯尔招募。他们必须瞒过英国和美国情报机构中和非法军火交易之间的勾结。派恩不得不打入军火商理查德·罗珀、他的女友杰德以及助手科克伦的核心圈子内。

### 与原著小说的不同
- 派恩在开罗的酒店工作时经历了阿拉伯之春，晚于小说出版后发生。
- 伯尔在原著中是一位叫Leonard 的男性，改编后是一位叫Angela 的女性。
- 杰德在小说中为英国人，改编后为美国人。
- 原著中罗珀的宅邸位于巴哈马，剧情中放到了西班牙的帕尔马。
- 罗珀的军火交易在小说里是和哥伦比亚的贩毒集团进行，剧情中改成中东的强大家族势力，同时也提到了叙利亚难民危机。
- 剧情中派恩重返埃及，而原著中派恩搭乘罗珀的游艇，前往巴拿马完成一单军火交易。
- 科克伦少校在原著中没有被杀死，而且在故事的最后重获珞珀的信任。
- 最后一集中罗珀被埃及警察带上警车，原著中珞珀完成了交易，最后逍遥法外。

## 演出名單

### 主要角色
- 湯姆·希德勒斯頓 飾 乔纳森·派恩/安德鲁·博奇（Jonathan Pine/Andrew Birch）（粵語配音：蘇強文）
- 曉·萊利 飾 理查德·偌珀（Richard Onslow Roper）（粵語配音：陳欣）
- 奧莉菲亞·高文 飾 安吉拉·伯尔（Angela Burr）（粵語配音：袁淑珍）
- 湯姆·荷蘭德 飾 科克伦少校（Major Lance Corkoran）（粵語配音：黃啟昌）
- 伊莉莎白·戴比基 飾 杰德·马歇尔（Jed Marshall）（粵語配音：曾秀清）
- 托比亞·曼齊司 飾 杰弗里·德罗姆古尔（Geoffrey Dromgoole）（粵語配音：陳卓智）
- Douglas Hodge（英语：Douglas Hodge） 飾 雷克斯·梅休（Rex Mayhew）（粵語配音：潘文柏）
- Antonio de la Torre（英语：Antonio de la Torre (actor)） 飾 胡安·阿珀斯托（Juan Apostol）（粵語配音：朱子聰）

## 开发与制作
2015年1月，BBC、AMC和美国的制作公司The Ink Factory宣布将联合制作这部电视剧。电视剧于2015年春季在伦敦开拍。
拍摄期间还在德文郡的哈特兰（Hartland）、西班牙的马略卡岛、摩洛哥的马拉喀什和瑞士的策马特取景。

## 播出
《夜班经理》首先在英国上映，电视剧的第一集于2016年1月21日在BBC One首播。AMC在2月24日和4月19日分别在西班牙和美国上线。
原著的作者約翰·勒卡雷则在电视剧的第四集客串出场。

## 反响
该剧收到广泛的好评。《太阳报》评论说：“有史以来最好的剧集之一。”
《每日邮报》的作者Adam Sisman说：“原著出版已经有二十余年，当时有两家电影公司希望翻拍这部小说，但是都失败了，因为两小时的电影不足以概括它。这次六小时的电视版翻拍，足以把故事全部展现出来。”他补充道：”虽然休·劳瑞可能是一个意想不到的人选来出演‘世界上的头号恶人’，但是他还是很努力地在银幕上塑造出自己反派形象。细心的观众可能会发现剧中的某个酒店的布景里出现一张熟悉的面孔：约翰·勒卡雷——原著的作者在剧中客串。正如他在电影《最高通缉犯》和《鍋匠 裁縫 士兵 間諜》那样，但这次他在电视剧中就露脸了一瞬，你一眨眼，你就错过了。”

## 獎項
| 年份 | 獎項機構                     | 獎項類別                                   | 獲獎者                                                                         | 結果 |
| ---- | ---------------------------- | ------------------------------------------ | ------------------------------------------------------------------------------ | ---- |
| 2016 | 第7屆電視評論家選擇獎        | 最佳電影或迷你劇集                         | 夜班經理                                                                       | 提名 |
| 2016 | 第7屆電視評論家選擇獎        | 男主角 - 電影或迷你劇集                    | 湯姆·希德斯頓                                                                  | 提名 |
| 2016 | 第7屆電視評論家選擇獎        | 女主角 - 電影或迷你劇集                    | 奧莉菲亞·高文                                                                  | 提名 |
| 2016 | 第7屆電視評論家選擇獎        | 男配角 - 電影或迷你劇集                    | 曉·萊利                                                                        | 提名 |
| 2016 | 第7屆電視評論家選擇獎        | 女主角 - 電影或迷你劇集                    | 伊莉莎白·戴比基                                                                | 提名 |
| 2016 | 第68屆黃金時段艾美獎         | 最佳迷你劇集                               | 夜班經理                                                                       | 提名 |
| 2016 | 第68屆黃金時段艾美獎         | 迷你劇集或電視電影最佳男主角               | 湯姆·希德斯頓                                                                  | 提名 |
| 2016 | 第68屆黃金時段艾美獎         | 迷你劇集或電視電影最佳男配角               | 曉·萊利                                                                        | 提名 |
| 2016 | 第68屆黃金時段艾美獎         | 迷你劇集或電視電影最佳女配角               | 奧莉菲亞·高文                                                                  | 提名 |
| 2016 | 第68屆黃金時段艾美獎         | 迷你劇集、電視電影或劇情類特別節目最佳導演 | 蘇珊娜·比爾                                                                    | 獲獎 |
| 2016 | 第68屆黃金時段艾美獎         | 迷你劇集、電視電影或劇情類特別節目最佳編劇 | David Farr                                                                     | 提名 |
| 2016 | 第68屆黃金時段創意藝術艾美獎 | 迷你劇集、電視電影或特別節目最佳選角       | Jina Jay                                                                       | 提名 |
| 2016 | 第68屆黃金時段創意藝術艾美獎 | 最佳片頭設計                               | Patrick Clair、Jeff Han、Paul Kim、Raoul Marks                                 | 提名 |
| 2016 | 第68屆黃金時段創意藝術艾美獎 | 最佳片頭曲                                 | Victor Reyes                                                                   | 提名 |
| 2016 | 第68屆黃金時段創意藝術艾美獎 | 迷你劇集、電視電影或特別節目最佳編曲       | Victor Reyes                                                                   | 獲獎 |
| 2016 | 第68屆黃金時段創意藝術艾美獎 | 迷你劇集、電視電影或特別節目最佳音響剪接   | Adam Armitage、Howard Bargroff、Peter Melemendjian、Alex Sawyer、Barnaby Smith | 提名 |
| 2016 | 第68屆黃金時段創意藝術艾美獎 | 迷你劇集、電視電影或特別節目最佳混音       | Howard Bargroff、Aitor Bernguer                                                | 提名 |
| 2016 | TV Choice Awards             | 最佳男演員                                 | 湯姆·希德斯頓                                                                  | 獲獎 |
| 2016 | 皇家電視學會工藝及設計獎     | 服裝設計 - 戲劇                            | Signe Sejlund                                                                  | 獲獎 |
| 2016 | 皇家電視學會工藝及設計獎     | 化裝設計 - 戲劇                            | Jenna Wrage                                                                    | 獲獎 |
| 2016 | 皇家電視學會工藝及設計獎     | 音樂 - 原標題                              | Victor Reyes                                                                   | 獲獎 |
| 2016 | 皇家電視學會工藝及設計獎     | 效果 - 特別                                | Pau Costa Moeller                                                              | 提名 |

## 外部連結
- 在BBC Programmes了解《夜班經理》（英文）

- The Night Manager （页面存档备份，存于） at AMC
- 互联网电影数据库（IMDb）上《夜班經理》的资料（英文）
- 豆瓣电影上《夜班經理》的資料 （简体中文）

## 節目變遷
| 香港無綫電視明珠台 星期四 22:40-23:35          | 香港無綫電視明珠台 星期四 22:40-23:35          | 香港無綫電視明珠台 星期四 22:40-23:35 |
| ---------------------------------------------- | ---------------------------------------------- | ------------------------------------- |
|                                                | 夜班經理 （2017.03.30 - 2017.05.18）           |                                       |
| 法網危情（第二季） （2016.12.15 - 2017.03.23） | 黑色警報（第一季） （2017.05.25 - 2017.09.28） |                                       |